# Hans Wertinger

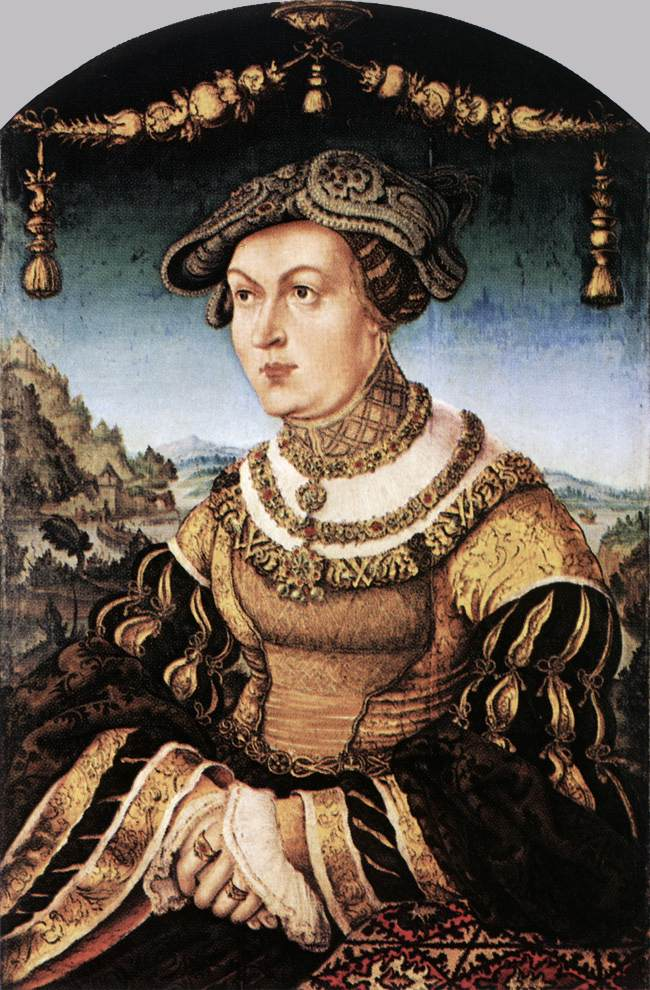
Ritratto della principessa Maria Jacoba, Alte Pinakothek di Berlino.

Hans Wertinger, talvolta indicato anche come Hans von Wertingen, detto anche Schwabmaler, il pittore della Svevia (Landshut?, 1465/1470 circa – Landshut, 1533), è stato un pittore e disegnatore tedesco.

## Biografia
La sua famiglia, a giudicare dal cognome, doveva essere originaria di Wertingen, a nord-ovest di Augusta, ma non ci sono prove che effettivamente sia nato lì. Influenzato dalla scuola di Augusta e dall'opera di Hans Mair, dovette incontrare personalmente Jan Polack, che ebbe una certa influenza sul suo stile. 
A Landshut ebbe i diritti di cittadino dal 1491 e dal 1515 divenne il ritrattista preferito della casata dei Wittelsbach. 

## Galleria di opere scelte

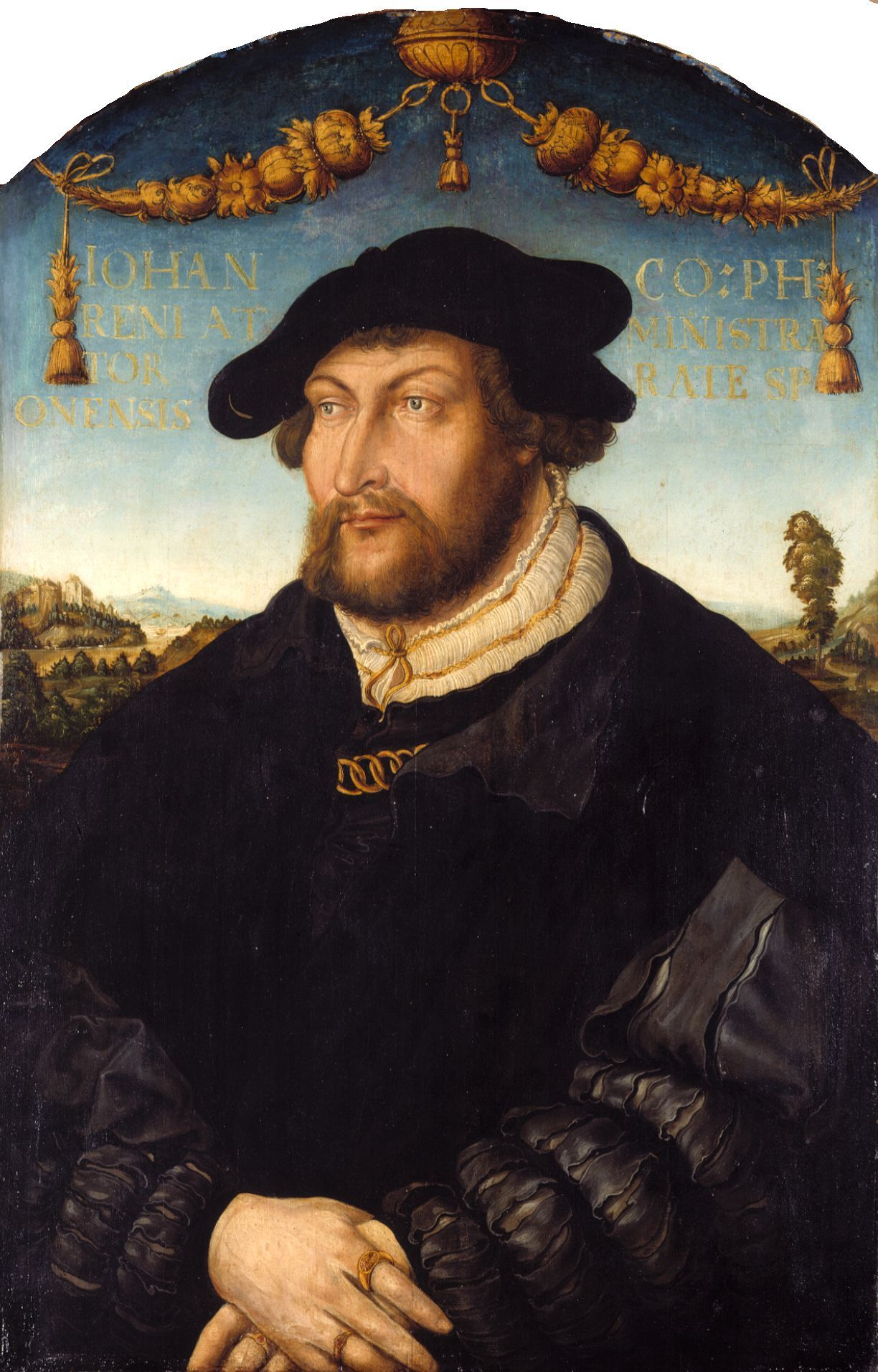
Giovanni III del Palatinato
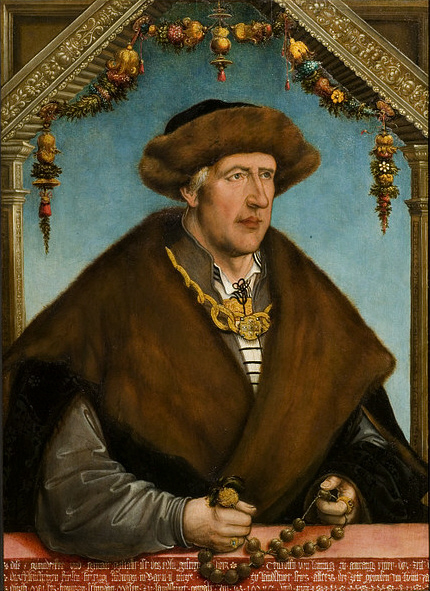
Christoph von Laiming - Victoria and Albert Museum, Londra
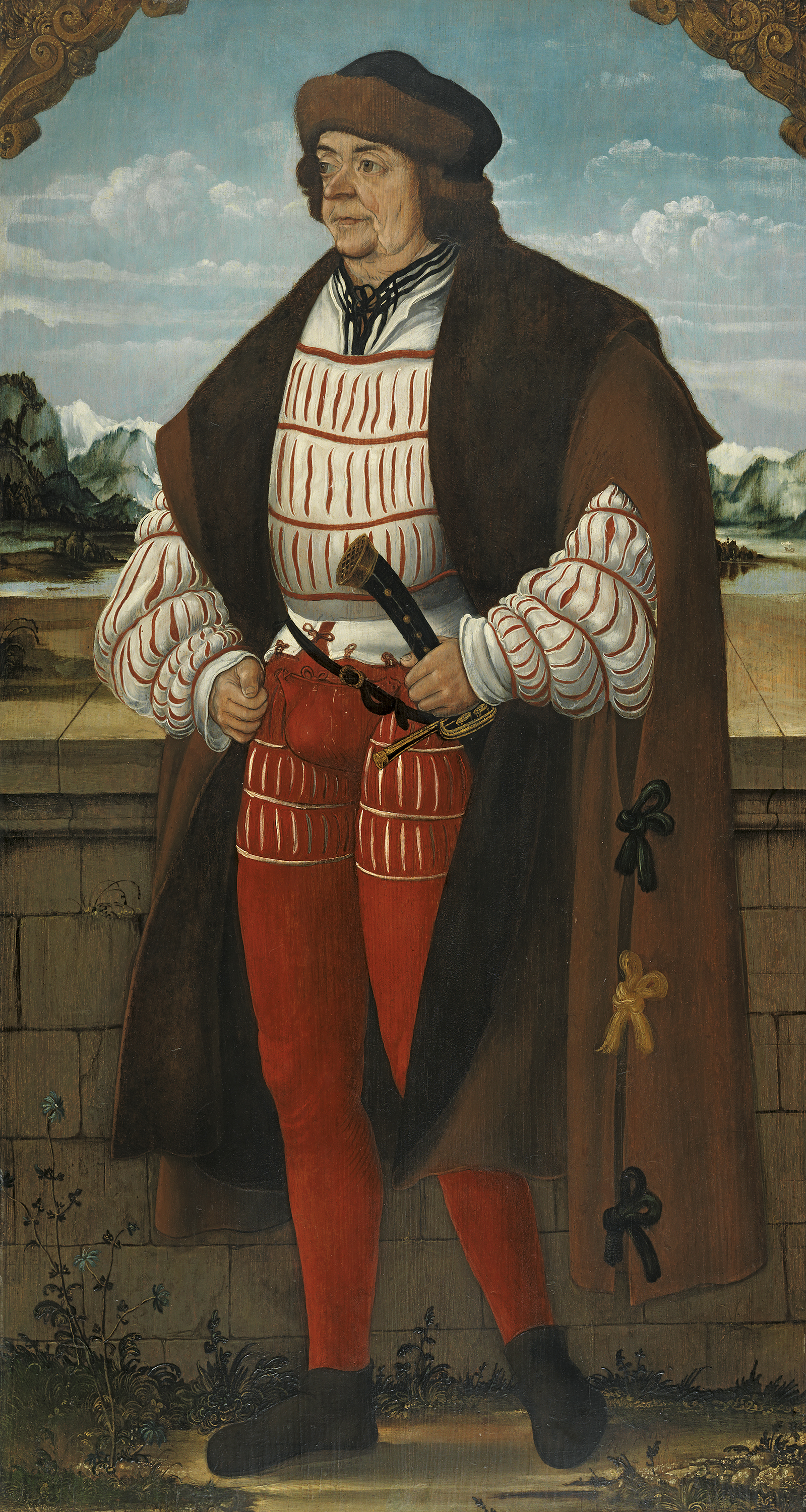
Il cavaliere Christoph - Museo Thyssen-Bornemisza di Madrid
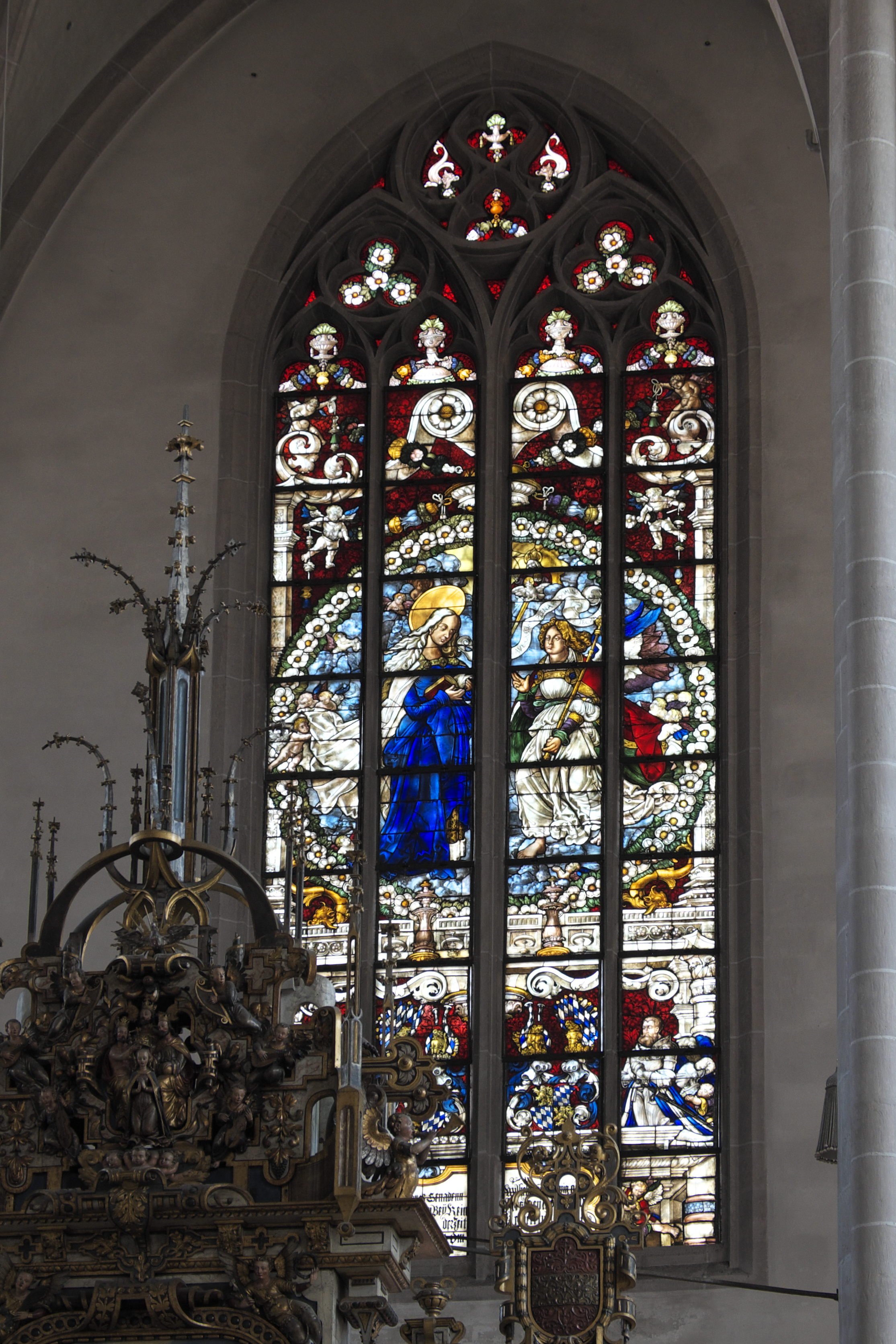
Vetrata dell'Annunciazione nella chiesa di Nostra Signora di Ingolstadt